# Mammillaria klissingiana
Mammillaria klissingiana är en kaktusväxtart som beskrevs av Boed. Mammillaria klissingiana ingår i släktet Mammillaria och familjen kaktusväxter. Inga underarter finns listade i Catalogue of Life.

## Bildgalleri

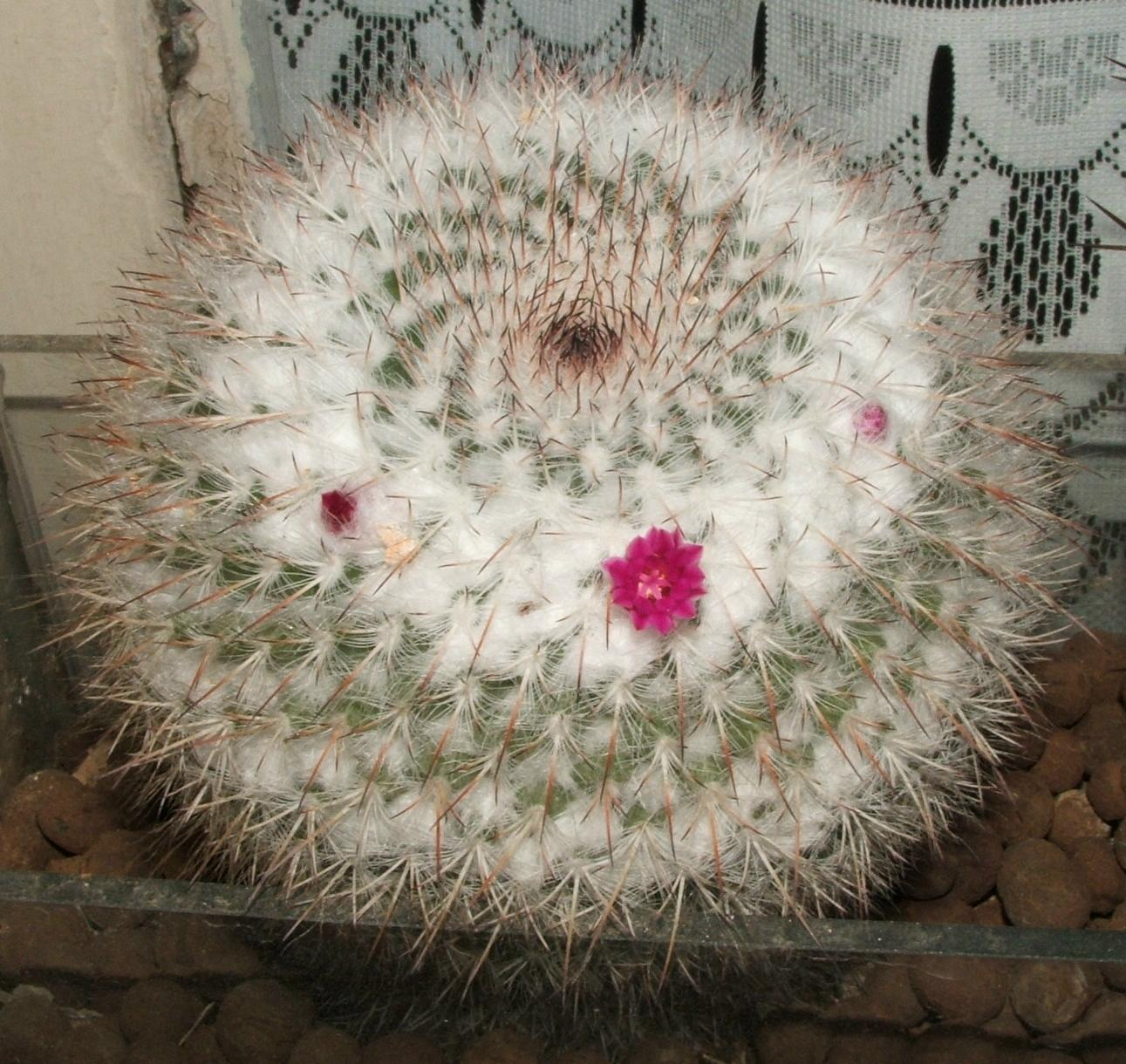
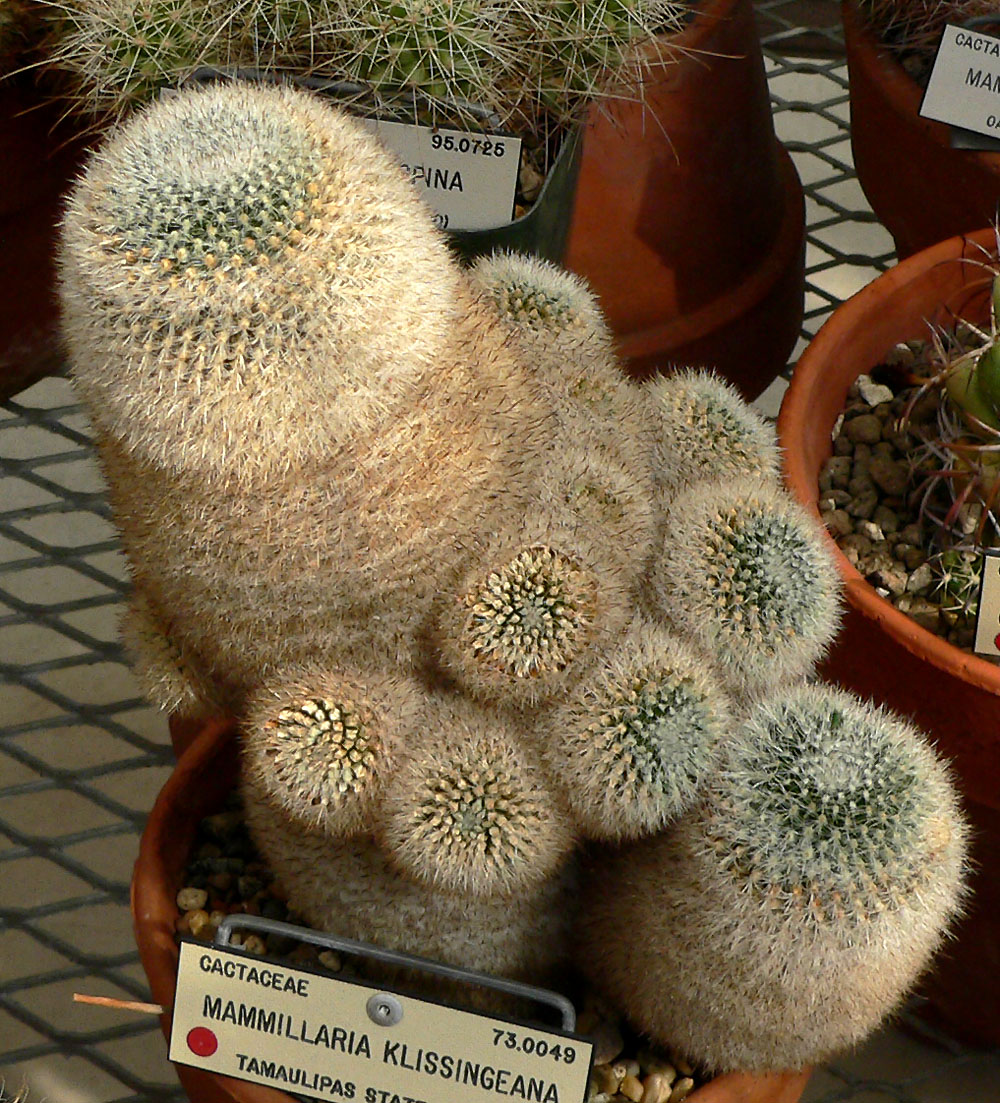
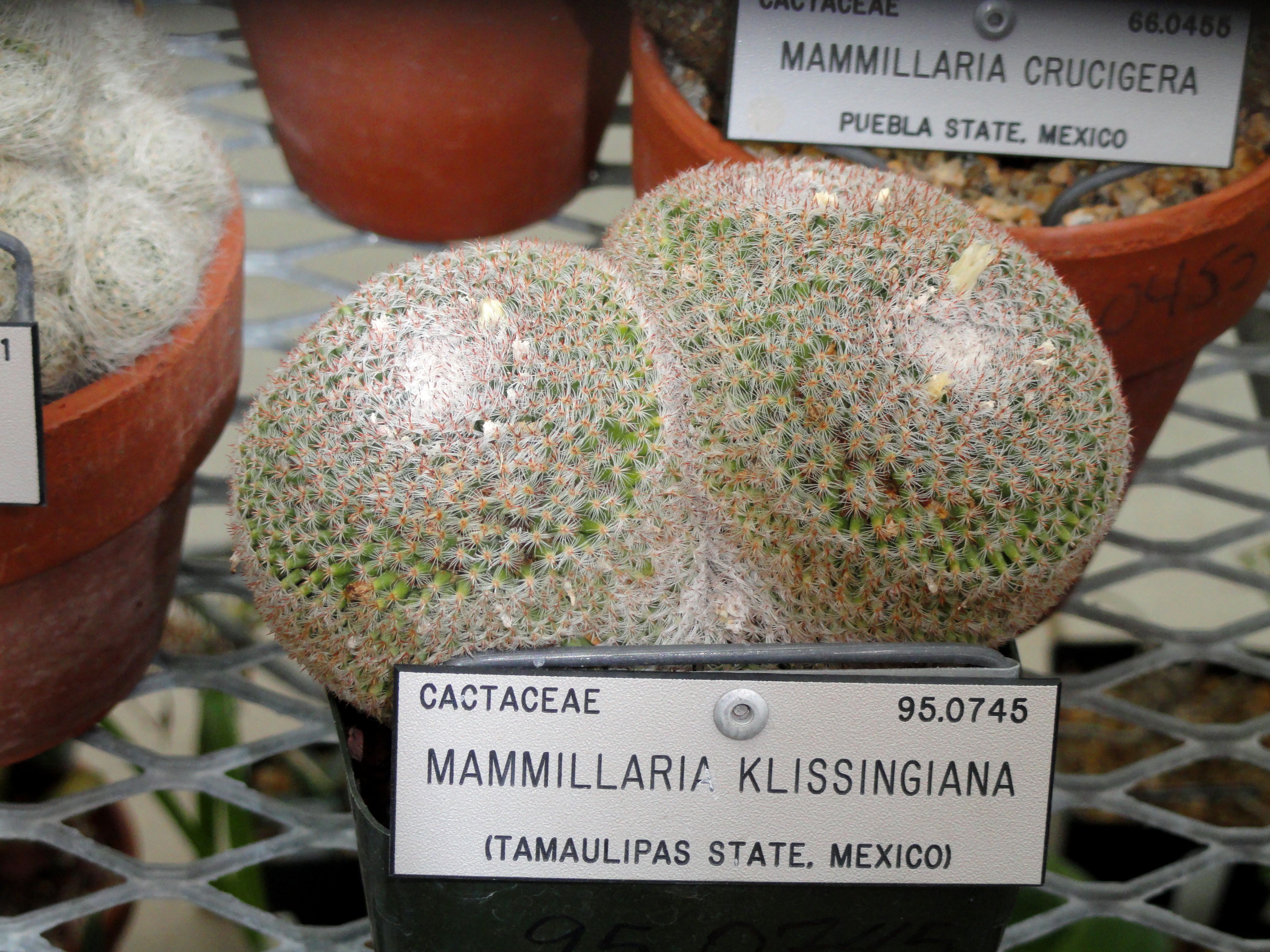
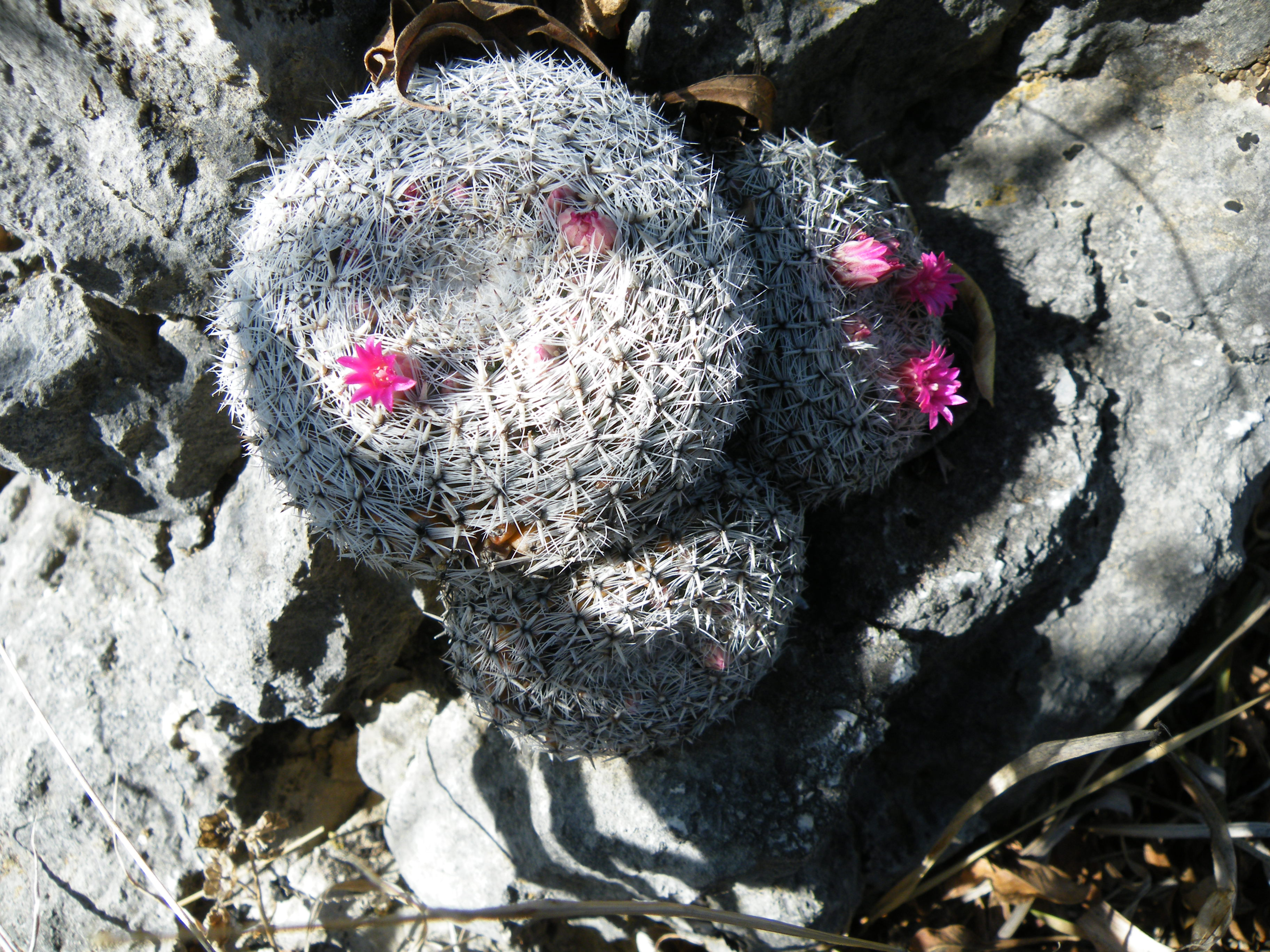
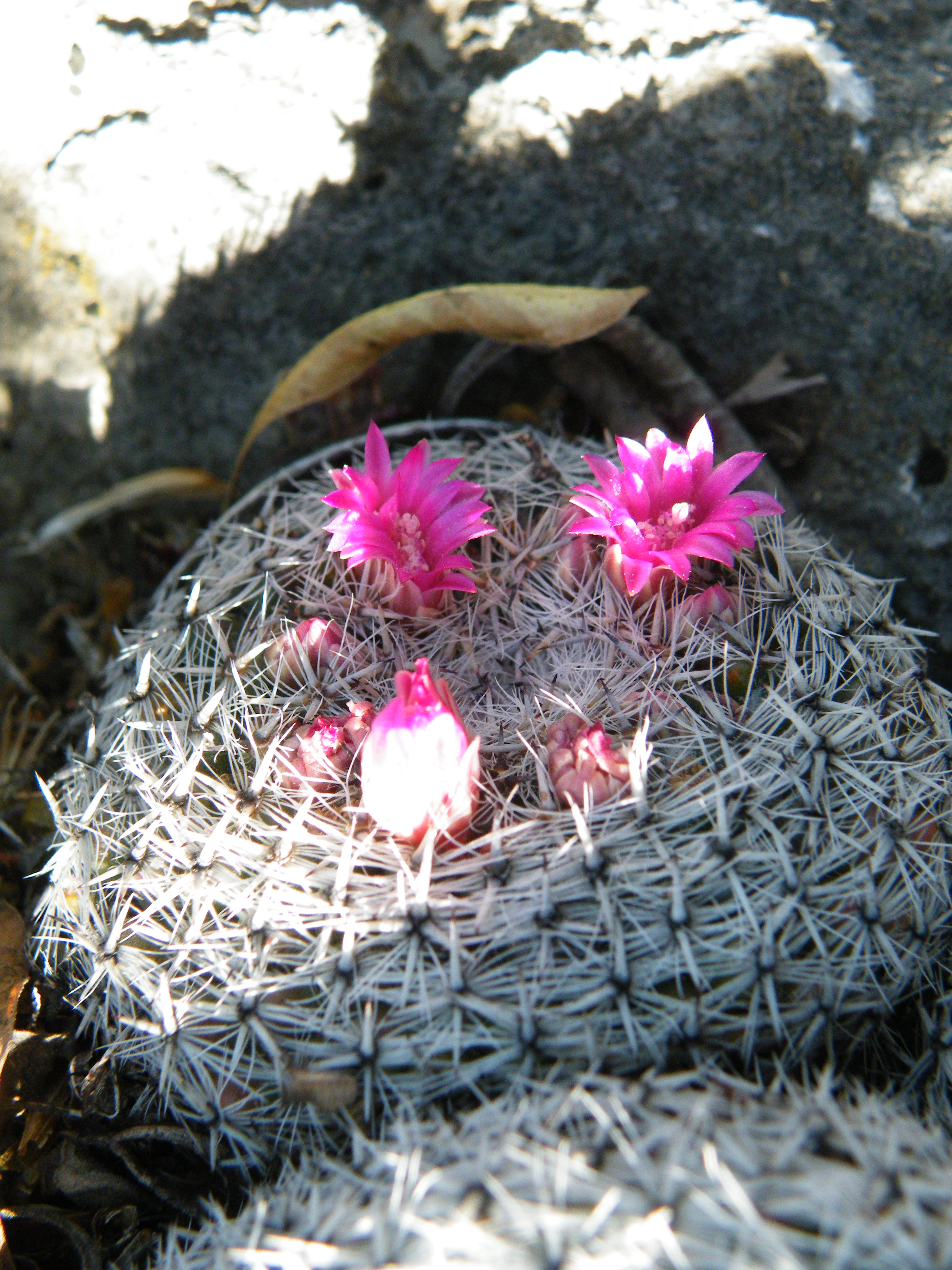
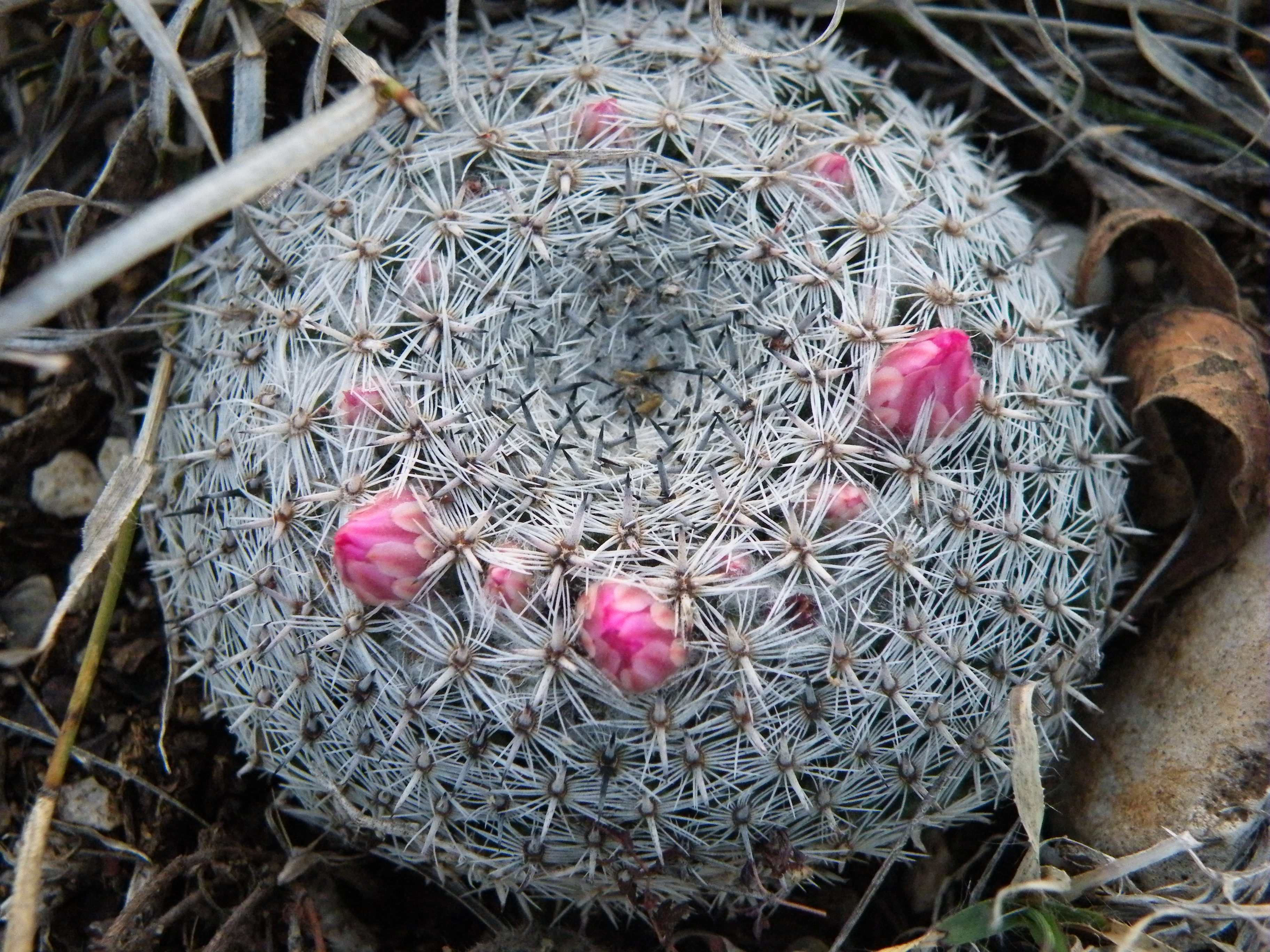